# CK IN2U
cK IN2U è un profumo prodotto da Calvin Klein dal 2007. Si tratta di due fragranze complementari, una maschile (cK IN2U him) ed una femminile (cK IN2U her). Idealmente si tratta dell'erede del celebre cK One.

## Fragranza
Dopo aver conquistato la generazione grunge e androgina di cK One, Calvin Klein tenta di mantenere il pubblico giovane che nel frattempo si è evoluto. Il nuovo lifestyle giovanile si riassume nel termine "Techno-sexual Generation": sexy, trendy, urbano, tecnologico, dinamico e sempre collegato con il mondo; la fragranza riassume questa filosofia tramite sapori freschi e agrumatici, lasciando poi spazio a note più dolci e sensuali.

## Confezione

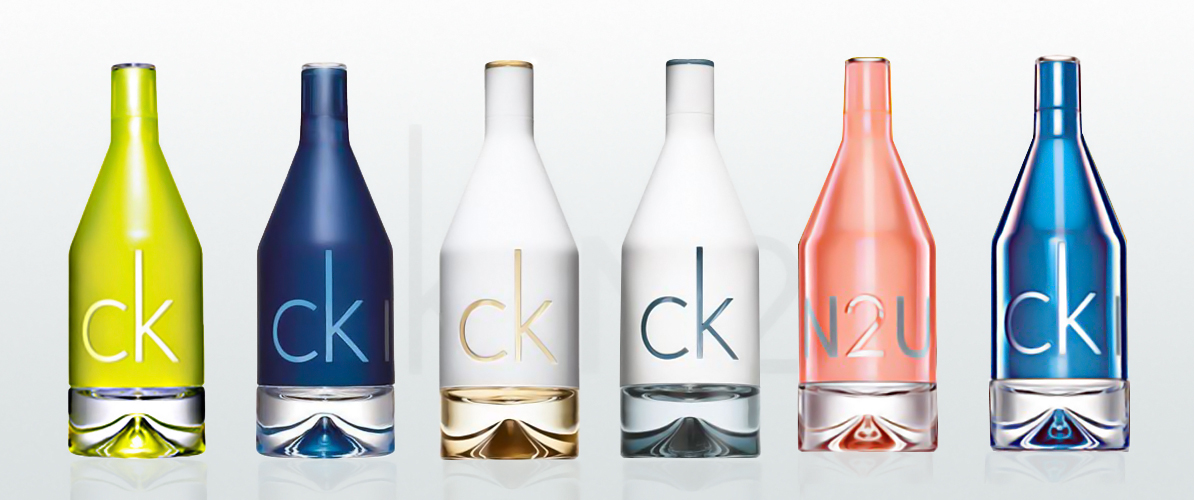
cK IN2U Pop, Original e Heat

Il packaging del profumo è stato realizzato dal designer Stephen Burkes, che ispirandosi all'idea di "techno-sexual generation" ha utilizzato gli stessi materiali usati dall'Apple per la realizzazione dell'iPod. Il flacone del profumo è di colore bianco con il vertice del tappo e la base in vetro colorato (azzurro per cK IN2U him e giallo per cK IN2U her) con il logo CK IN2U inciso sul lato. Il candore della confezione si contrasta con il colore grigio metallico - blu e dorato dei liquidi.

## Edizioni
- cK IN2U Pop (2008): edizione limitata per l'estate, la struttura dei flaconi inverte i colori: il vetro diviene trasparente, i corpi gialli chartreuse o blu; cK IN2U Pop è una fragranza più frutatta, tropicale, grazie all'aggiunta di papaya, lime e boccioli di susina per lei, più legnoso e aromatico, con note di limone, menta, anguria, cardamomo, violetta e patchouli per lui.
- cK IN2U Heat (2009)[3][4]: uscito a marzo, questa edizione si rivela più notturna e provocante, grazie soprattutto agli accordi alcolici che lo compongono: La versione femminile, glossy pink e vetro trasparente, è un "cocktail moderno" di appletini e arancio, uniti a note di frangipani, mandorlo, zenzero, sandalo e muschio; la controparte maschile, foderata glossy blue, viene descritta come il "calore di un'afosa serata estiva", ed offre accordi di caipirinha, tè e mate, pera e zenzero.

## Promozione
Protagonisti della campagna pubblicitaria dei profumi CK IN2U sono la modella Freja Beha Erichsen e l'attore Kevin Zegers.